# 이평 (1572년)
이평(李坪, 1572년 8월 17일 - 1612년)은 조선 후기의 문신, 학자이다. 자(字)는 여원(汝遠)이고 본관은 우계(羽溪), 도촌 이수형(李秀亨)의 4대손이다. 경상북도 영천 출신이며 이잠(李埁)의 형이다.
1612년 유영경의 추죄와 광해군에게 존호를 올리기를 상소하였다. 1612년(광해군 4) 증광사마시에 합격하여 생원이 되고, 그 해 9월 9일 별시문과에 병과로 급제하였으나 관직에 발령되기 전에 병으로 사망했다. 사후 1614년(광해군 6) 11월 11일 정운원종공신 2등(定運原從功臣二等)에 책록되었다.

## 생애
1572년 8월 17일 경상북도 영주군 부석면 감곡리 출신으로, 도촌 이수형의 셋째 아들 참봉 이준근(李峻根)의 증손으로, 할아버지는 참봉을 지낸 이은(李檃)이고, 아버지는 임진왜란 때의 의병장 이효린이고, 어머니는 영천 이씨(永川李氏)로 생원 이여량(李汝樑)의 딸이고 장악원 직장 찰방 이현준(李賢俊)의 손녀이다. 순흥지의 장수편에 의하면 할아버지 이은(李檃)은 88세, 할머니 공주이씨(公州李氏)는 90세로 장수했다 한다. 효린의 차남으로 형은 교수 이채(李埰)이고, 동생은 교리로 광해군 연간에 북인 언관으로 활동한 이잠이다. 인목대비 폐비와 영창대군 사형에 반대하여 관직을 버리고 낙향한 이여빈의 8촌 동생이 된다.
유학(儒學)으로 1612년(광해군 4년) 과거에 응시하기 위해 서울로 상경했다. 
1612년(광해군 4년) 4월 28일 상소를 올려 '유영경은 세 역적의 우두머리가 되어 흉악한 마음을 먹고 임금의 공훈을 기록하지 않았으니, 뒤쫓아 전형을 베푸시기 바라며, 빨리 존호를 올려 국시(國是)를 정하라.'고 하였다. 광해군이 비답하기를, "상소를 살피건대, 역적을 치되 엄히 하지 아니하면 국시가 정하여지지 못한다는 말은 오늘날의 약석(藥石)과 같은 말이어서 네 뜻을 가상히 여기며, 역적을 치는 의리를 대략 알겠으나, 애석한 것은 공훈을 매기고 칭호를 높인다는 말에 미쳐서는 지극한 논의와 함께 어울려 전도되고 망령된 데로 돌아가게 하니, 한탄스럽다. 다른 나머지 일은 마땅히 의논하여 처리하겠다." 하였다. 이윽고 전교하기를 "이 상소 가운데에서 존호에 관한 한 조항을 빼고 난 그 나머지는 힘써 의논하여 시행하여야 마땅할 것 같다."고 하였다.
1612년(광해군 4년) 5월 12일 광해군의 즉위를 방해한 유영경(柳永慶)을 강경하게 탄핵하였다. 대동야승과 연려실기술, 광해군일기에 그가 유영경의 죄를 탄핵한 기록이 실려 있다. 유영경(柳永慶) 등을 추형(追刑)하고, 광해군에게 존호(尊號)를 올리고, 공신(功臣)을 녹훈하고, 역당(逆黨)의 흉서(兇書)를 중외에 반포할 것을 요청하는 상소였다. 5월 25일 류영경柳永慶에 대한 추죄追罪와 임해군臨海君의 역옥逆獄에 전은全恩한 일과 김직재金直哉의 역변逆變과 존호尊號를 올리는 일을 상소하였다.
이에 그해 5월 29일 대신이 백관을 거느리고 존호를 올리는 일을 아뢰었는데 입계하였다. 광해군은 "임금은 부귀하기는 한 나라를 소유하였고 귀하기는 군왕이니, 그 영화와 높게 드러난 것이 그 이상 더할 수 없다. 저 존호를 올려 찬양하는 일은 하늘 끝의 한 점 뜬 구름에 지나지 않는다. 명예에 대해 옛날의 지사(志士)들은 얻고 잃고 가고 오는 것을 역시 개의치 않았으니, 임금에게 헛된 칭호를 가하는 것이 무슨 털끝만한 보탬이라도 있겠는가. 도리어 손상만 시키는 것이다. 나는 감히 과장하지 못하겠으며 명예도 원치 않고, 다만 본분을 지키다 자연을 따라 죽고자 할 뿐이다. 더구나 지금 이평(李坪)의 상소 하나로 인하여 경들이 정청(庭請)을 그치지 않으니, 내가 더욱 통탄스럽게 여긴다. 내가 비록 불초하지만 어찌 한 애숭이 유자의 망언으로 인하여 경솔하게 당치도 않은 큰 칭호를 받겠는가. 만에 하나라도 이럴 리는 없으니, 번잡하게 하지 말고 빨리 물러가도록 하라." 하였다.
이후 이항복 등이 신하들을 데리고 입계하여 그에게 존호 올리기를 청하기도 했다. 일설에는 이이첨이 이평을 사주하여 유영경의 추죄를 청하는 상소를 올리게 했다는 의견도 있다. 그가 시사(時事)를 논한 것은 지평持平이 되려는 욕심 때문이었다는 소문이 시중에 돌았다. 계암 김령은 6월 8일 '이평李坪이 시사時事를 논한 것은 지평持平이 되고자 해서라는 말을 들었다.' 한다.
1612년(광해군 4) 8월 1일 임자(壬子) 증광시(增廣試) 생원시에 2등 4위로 합격하여 생원이 되고, 바로 전시에 응시할 자격이 주어져 그해의 9월 9일의 증광 문과(增廣文科)에 병과(丙科) 20위로 급제하였으나, 관직에 발령되기 전에 병으로 사망한다. 증 선교랑 홍문관 부수찬이 증직으로 추서된다. 

### 사후
그의 묘소는 경상북도 영주시 부석면 감곡리 석남마을 후곡 자좌(子坐)에 있고, 그의 부인 파평윤씨는 영주 옥산에 묘가 있다.
1614년(광해군 6) 11월 11일 정운원종공신 2등(定運原從功臣二等)에 책록되었다.

## 가계
- 할아버지 : 이은(李檃)
- 아버지 : 이효린(李孝麟, 1540년 - 1622년)
- 어머니 : 영천이씨(永川李氏), 이여량(李汝樑)의 딸
  - 형 : 이채(李埰)
  - 동생 : 이오(李墺)
  - 동생 : 이잠(李埁, 1581년(선조 14년) ~ 1655년)
- 부인 : 파평 윤씨(坡平尹氏), 증 판결사 윤제맹(尹齊盟)의 딸
  - 아들 : 이성침(李成琛), 선교랑
  - 며느리 : 영천 이씨(永川 李氏), 금학당 이립(琴鶴堂 李笠)의 딸
    - 손자 : 이원열
    - 손자 : 이형열
- 장인 : 윤제맹(尹齊盟, 증 판결사)

## 같이 보기
- 이잠
- 이여빈
- 이수형
- 이현준
- 이현보
- 유영경
- 이이첨

## 참고 문헌
- 국조방목
- 광해군 일기
- 대동야승
- 연려실기술